# Ayr Scottish Eagles
Ayr Scottish Eagles var ett ishockeylag i Skottland, Storbritannien. Laget spelade först sina hemmamatcher i Centrum Arena utanför Ayr, och medverkade i Ice Hockey Superleague från säsongen 1996/1997; men flyttade senare till Braehead utanför Glasgow innan klubben upplöstes 2002.

## Historik
Laget skapades 1996, och spelade i Ice Hockey Superleague. Laget blev snart ett av de bättre i Storbritannien, och vann "storslam" under andra säsongen, det vill säga de fyra stora brittiska troféerna.
Centrum arena invigdes den 25 augusti 1996, strax före säsongspremiären.
Säsongen 1997/1998 tog laget storslam i Storbritannien, och säsongen 1998/1999 vann laget två matcher mot ryska Ak Bars Kazan i EHL.
Inför säsongen 2002/2003 flyttade laget till en ny arena i Braehead utanför Glasgow, och bytte namn till Scottish Eagles strax innan klubben upplöstes efter sex hemmamatcher.

### Fotnoter
1. ↑  ”European Hockey League”. Arkiverad från originalet den 5 mars 2016. https://web.archive.org/web/20160305055135/http://r-hockey.ru/game.asp?CurrentTournier=37&language=e. Läst 29 augusti 2011.